# Mausol
Mausol (en llatí Mausolus o Maussolus, en grec antic Μαύσωλος o Μαύσσωλος "Maúsolos" o "Maússolos") fou rei o dinasta de Cària. Era el fill gran d'Hecatompos o Hecatomnos, al qual va succeir el 377 aC, si la cronologia que dona Diodor de Sicília és correcta.
De fet, no se'l menciona històricament fins molt després, l'any 362 aC, quan va participar en la revolta general dels sàtrapes contra Artaxerxes II de Pèrsia, temps en què ja posseïa diverses fortaleses i ciutats pròsperes, entre les quals la principal era Halicarnàs. Durant la revolta, va estendre els seus dominis, va enviar les seves forces cap a Jònia i Lídia, i va arribar fins a Milet i es va apoderar d'algunes de les illes de la costa.
El seu desig era apoderar-se de Rodes i de Cos, i va aconseguir enderrocar la democràcia a Rodes i establir-hi un govern oligàrquic que li era favorable. El 358 aC, es va aliar a Rodes, Quios i la ciutat de Bizanci contra Atenes en l'anomenada Guerra social, de la qual, segons Demòstenes, va ser el principal instigador, però únicament se sap que la seva participació va consistir en enviar un cos de tropes a defensar Quios.
Va morir el 353 aC i el va succeir la seva germana i esposa, Artemísia.
Mausol va ser un príncep avar que va carregar d'impostos els seus súbdits amb els quals va decorar la seva nova capital d'Halicarnàs (l'antiga capital era a Milasa) i va construir un palau esplèndid, una àgora, temples, i nombrosos edificis públics, on va mostrar molt de gust i magnificència, fins al punt que Vitruvi el posa com a exemple de la construcció d'edificis d'aquesta mena. Va protegir alguns erudits com l'astrònom Èudox de Cnidos.
Mausol és famós pel seu monument funerari construït per la seva dona i germana, considerat una de les set meravelles del món, i que va donar nom als monuments funeraris (mausoleus). Artemísia va convidar els millors artistes de Grècia del segle iv aC per realitzar el monument, en el que hi van participar els arquitectes Sàtir i Fileu, i escultors com ara Escopes de Paros, Leòcares el Vell, Briaxis i Timoteu.